# Campeonato Sergipano de Futebol de 2008
O Campeonato Sergipano de Futebol de 2008 foi a 90º edição do torneio e teve como campeão o Confiança, que assim conquistou seu 17º título estadual sendo o segundo maior vencedor do torneio atrás apenas do Sergipe (33 títulos) que foi vice-campeão.
O campeão garantiu vaga na Copa do Brasil 2009 e no Campeonato Brasileiro da Série C de 2008. O vice-campeão conquistou a segunda vaga do estado para a Série C de 2008. Os seis melhores colocados se classificaram para a Copa Governo do Estado de Sergipe de 2008.
A Federação Sergipana de Futebol, acatando decisão do pleno do Tribunal de Justiça Desportiva, proclamou o Confiança Campeão Estadual de 2008. A partida que estava sob suspeita de "cai-cai" e encerrada aos 17 minutos do 2º tempo, Itabaiana 1 X 1 Confiança, na 5ª rodada do quadrangular final do campeonato, no dia 30 de abril de 2008, teve seu placar alterado para Itabaiana 0x3 Confiança. Com isso, o Confiança chegou aos 14 pontos no quadrangular, sagrando-se campeão. O Itabaiana foi absolvido da culpa no caso do "cai-cai" e não foi punido. Sendo assim, abdicou-se do direito de recurso que lhe cabia, pondo fim ao caso. Em 30 de maio de 2008, o Confiança foi proclamado Campeão Sergipano daquele ano.

## Formato
O campeonato foi disputado em duas fases. Na primeira, classificatória, todas as dez equipes jogaram entre si em turno e returno. As quatro melhores colocadas se qualificaram para a fase seguinte, a final, sendo que a primeira colocada ganhou dois pontos e a segunda um ponto como bonificação. Na fase final, que consistiu de um quadrangular, as quatro equipes jogaram entre si em partidas de ida e volta. A equipe com maior número de pontos nesta fase sagrou-se campeã. Se houvesse empate em número de pontos na fase final, haveria a disputa de uma partida extra no Estádio Batistão para se conhecer o campeão. As duas equipes piores colocadas na fase de classificação foram rebaixadas para a série A2 de 2009.
Critérios de desempate
Os critérios de desempate foram aplicados na seguinte ordem:
1. Maior número de vitórias
2. Maior saldo de gols
3. Maior número de gols pró (marcados)
4. Maior número de gols contra (sofridos)
5. Confronto direto
6. Sorteio

## Equipes participantes
| - América Futebol Clube (Propriá) - Sociedade Boca Júnior Futebol Clube[i] (Cristinápolis) - Associação Desportiva Confiança (Aracaju) - Associação Atlética Guarany (Porto da Folha) - Associação Olímpica de Itabaiana (Itabaiana) | - Olímpico Esporte Clube (Itabaianinha) - Olímpico Pirambu Futebol Clube (Pirambu) - São Cristóvão Futebol Clube (São Cristóvão) - São Domingos Futebol Clube[i] (São Domingos) - Club Sportivo Sergipe (Aracaju) |

i. ^ Promovidos da série A2 de 2007.

## Primeira fase

### Classificação
| Pos. | Equipe             | Pts | J  | V  | E | D  | GP | GC | SG  |
| ---- | ------------------ | --- | -- | -- | - | -- | -- | -- | --- |
| 1    | Confiança          | 43  | 18 | 14 | 1 | 3  | 33 | 13 | +20 |
| 2    | Sergipe            | 31  | 18 | 9  | 4 | 5  | 32 | 22 | +10 |
| 3    | São Cristóvão      | 29  | 18 | 8  | 5 | 4  | 23 | 21 | +2  |
| 4    | Itabaiana          | 28  | 18 | 8  | 4 | 6  | 28 | 21 | +7  |
| 5    | Olímpico           | 28  | 18 | 8  | 4 | 6  | 30 | 25 | +5  |
| 6    | América de Propriá | 28  | 18 | 8  | 4 | 6  | 22 | 20 | +2  |
| 7    | São Domingos       | 23  | 18 | 6  | 5 | 7  | 25 | 27 | -2  |
| 8    | Guarany-SE         | 21  | 18 | 5  | 6 | 7  | 33 | 35 | -2  |
| 9    | Pirambu            | 13  | 18 | 2  | 7 | 9  | 23 | 35 | -12 |
| 10   | Boca Júnior        | 5   | 18 | 1  | 2 | 15 | 14 | 42 | -28 |

### Turno
Primeira rodada

## Fase Final

### Classificação
| Pos. | Equipe        | Pts | J | V | E | D | GP | GC | SG |
| ---- | ------------- | --- | - | - | - | - | -- | -- | -- |
| 1    | Confiança[i]  | 14  | 6 | 4 | 0 | 2 | 12 | 8  | +4 |
| 2    | Sergipe[i]    | 12  | 6 | 3 | 2 | 1 | 14 | 10 | +4 |
| 3    | São Cristóvão | 10  | 6 | 3 | 1 | 2 | 9  | 9  | 0  |
| 4    | Itabaiana     | 1   | 6 | 0 | 1 | 5 | 6  | 14 | -8 |

i. ^ O Confiança iniciou a fase final com 2 pontos e o Sergipe com 1 ponto, por terem terminado a 1ª fase em 1º e 2º lugares, respectivamente.

### Partidas
1ª rodada
| 16 de abril de 2008 | São Cristóvão | 2 – 2 | Sergipe | Campo do Limão, São Cristóvão |
| 15:00               |               |       |         |                               |

| 16 de abril de 2008 | Confiança | 2 – 0 | Itabaiana | Estádio Batistão, Aracaju |
| 20:40               |           |       |           |                           |

2ª rodada
| 20 de abril de 2008 | Itabaiana | 0 – 1 | São Cristóvão | Presidente Médici, Itabaiana |
| 15:00               |           |       |               |                              |

| 20 de abril de 2008 | Sergipe | 1 – 2 | Confiança | Estádio Batistão, Aracaju |
| 16:00               |         |       |           |                           |

3ª rodada
| 23 de abril de 2008 | Confiança | 3 – 1 | São Cristóvão | Estádio Batistão, Aracaju |
| 20:40               |           |       |               |                           |

| 24 de abril de 2008 | Sergipe | 3 – 3 | Itabaiana | Estádio Batistão, Aracaju |
| 20:30               |         |       |           |                           |

4ª rodada
| 27 de abril de 2008 | São Cristóvão | 2 – 0 | Confiança | Campo do Limão, São Cristóvão |
| 15:00               |               |       |           |                               |

| 27 de abril de 2008 | Itabaiana | 1 – 2 | Sergipe | Presidente Médici, Itabaiana |
| 16:00               |           |       |         |                              |

5ª rodada
| 30 de abril de 2008 | Sergipe | 2 – 0 | São Cristóvão | Estádio Batistão, Aracaju |
| 20:30               |         |       |               |                           |

| 30 de abril de 2008 | Itabaiana | 0 – 3[a] | Confiança | Presidente Médici, Itabaiana |
| 20:40               |           |          |           |                              |

a. ^ Aos 17 minutos do 2º tempo, com o placar de 1 a 1, a partida foi encerrada pois haviam sido expulsos dois jogadores do Itabaiana e outros três da mesma equipe saíram lesionados. Posteriormente, o placar foi alterado para 3 a 0 a favor do Confiança pelo TJD, sob alegação de que atletas do Itabaiana simularam contusões.
6ª rodada
| 4 de maio de 2008 | São Cristóvão | 3 – 2 | Itabaiana | Campo do Limão, São Cristóvão |
| 15:00             |               |       |           |                               |

| 4 de maio de 2008 | Confiança | 2 – 4 | Sergipe | Estádio Batistão, Aracaju |
| 15:00             |           |       |         |                           |

## Premiação
| Campeonato Sergipano de 2008                         |
| Aracaju                                              |
| ---------------------------------------------------- |
| ASSOCIAÇÃO DESPORTIVA CONFIANÇA Campeão (17º título) |

## Artilharia
O artilheiro da competição foi Hugo Henrique, do Sergipe, com 18 gols. Nivaldo do São Domingos com 11, e Adelino (Confiança) e Jorginho (Sergipe) com 10 gols cada, completam a lista dos maiores marcadores do campeonato.